# PARK LIFE
PARK LIFE（パークライフ）は、2021年10月16日、17日に福島県福島市で開催された入場無料の野外音楽フェスティバルである。

## 概要
「衣・食・住」+「音楽」をテーマに、約40店舗の飲食店などがマーケットとして出店し、ライブステージには全11組のアーティストが出演した。
福島県民（福島県内への就業者を含む）を対象にしたイベントであり、事前の来場者登録フォームへの記入がライブエリア入場の条件であった。
イベント当日のライブの模様や会場の様子などが、2021年12月4日(土)、12月11日(土)の18時30分から19時に福島テレビにて放送された。

## 出演アーティスト
| 1日目（2021年10月16日(土)）                                             | 2日目（2021年10月17日(日)）                                    |
| ----------------------------------------------------------------------- | -------------------------------------------------------------- |
| - くるり - ミツメ - Omoinotake - DATS - 片平里菜+ASA-CHANG - chilldspot | - CHAI - 中納良恵 - TENDOUJI - the peggies - naomi paris tokyo |